# ARINC 653
ARINC 653 — стандарт на интерфейс прикладного программного обеспечения для применения в авионике.
ARINC 653 регламентирует временное и пространственное разделение ресурсов авиационной ЭВМ в соответствии с принципами интегрированной модульной авионики (англ. Integrated Modular Avionics) и определяет программный интерфейс которым должно пользоваться прикладное ПО для доступа к ресурсам ЭВМ.
ARINC 653 входит в серию 600 стандартов ARINC; в этой серии собраны стандарты на цифровую авионику.

## Описание
ARINC 653 определяет интерфейс APEX (англ. APplication EXecutive) между ОС авиационной ЭВМ и прикладным ПО. APEX обеспечивает временное и пространственное разделение ресурсов. Единицей планирования ресурсов является раздел. Каждый раздел получает как временные ресурсы (процессорное время), так и пространственные (часть информационной ёмкости ОЗУ). В рамках раздела возможно организовать исполнение нескольких процессов/потоков.

## Сервисы
- Управление разделами (англ. Partition Management)
- Управление процессами (англ. Process Management)
- Управление временем (англ. Time Management)
- Взаимодействие между разделами (англ. Interpartition Communication)
- Взаимодействие внутри раздела (англ. Intrapartition Communication)
- Реакция на ошибки (англ. Health Monitoring)